# Vliegvelden gesorteerd naar IATA-code J
Dit is een lijst van vliegvelden gesorteerd op IATA-code met de beginletter J.
| IATA | ICAO | Luchthaven                 | Stad          | Land                   |
| ---- | ---- | -------------------------- | ------------- | ---------------------- |
| JAN  | KJAN | Medgar W. Evers Intl       | Jackson       | Verenigde Staten       |
| JAX  | KJAX | Jacksonville International | Jacksonville  | Verenigde Staten       |
| JBQ  | MDJB | Dr. Joaquin Balaguer       | Santo Domingo | Dominicaanse Republiek |
| JED  | OEJN | King Abdulaziz Intl        | Jeddah        | Saoedi-Arabië          |
| JER  | EGJJ | Jersey                     | Jersey        | Verenigd Koninkrijk    |
| JFK  | KJFK | John F Kennedy Intl        | New York      | Verenigde Staten       |
| JHB  | WMKJ | Sultan Ismail              | Johor Bahru   | Maleisië               |
| JIB  | HDAM | Ambouli                    | Djibouti      | Djibouti               |
| JIM  | HAJM | Aba Segud                  | Jimma         | Ethiopië               |
| JKG  | ESGJ | Jonkoping                  | Jönköping     | Zweden                 |
| JKH  | LGHI | Omiros                     | Chios         | Griekenland            |
| JMK  | LGMK | Mykonos                    | Mykonos       | Griekenland            |
| JNB  | FAJS | OR Tambo                   | Johannesburg  | Zuid-Afrika            |
| JNU  | PAJN | Juneau International       | Juneau        | Verenigde Staten       |
| JOE  | EFJO | Joensuu                    | Joensuu       | Finland                |
| JOG  | WARJ | Adisutjipto                | Yogyakarta    | Indonesië              |
| JPA  | SBJP | Pres Castro Pinto          | João Pessoa   | Brazilië               |
| JRO  | HTKJ | Kilimanjaro International  | Kilimanjaro   | Tanzania               |
| JSI  | LGSK | Alex. Papadiamantis        | Skiathos      | Griekenland            |
| JTR  | LGSR | Santorini                  | Santorini     | Griekenland            |
| JTY  | LGPL | Astypalaia Island          | Astypalaia    | Griekenland            |
| JUB  | HSSJ | Juba                       | Juba          | Zuid-Soedan            |
| JYV  | EFJY | Jyväskylä                  | Jyväskylä     | Finland                |

A · B · C · D · E · F · G · H · I · J · K · L · M · N · O · P · Q · R · S · T · U · V · W · X · Y · Z · (alles)